# Three Embarcadero Center
Three Embarcadero Center je mrakodrap v centru kalifornského města San Francisco. Má 31 pater a výšku 126 metrů. Je součástí komplexu Embarcadero Center. Byl dokončen v roce 1977 a za designem budovy stojí firma John Portman & Associates. V budově se nachází převážně kancelářské prostory.